# SpaceX CRS-9
SpaceX CRS-9 (также известный как SpX-9) — девятый полёт автоматического грузового корабля Dragon в программе снабжения Международной космической станции, выполненный компанией SpaceX по контракту Commercial Resupply Services (CRS) с NASA.

## Запуск
Запуск ракеты-носителя Falcon 9 с кораблём Dragon состоялся в 04:45 UTC 18 июля 2016 года со стартового комплекса SLC-40 на мысе Канаверал. Через 9 минут после запуска корабль выведен на орбиту 204 × 355 км, наклонение 51,66°.

### Возврат первой ступени
После запуска SpaceX осуществила управляемый спуск нижней ступени ракеты на специально оборудованный посадочный комплекс на мысе Канаверал с целью её повторного использования.

## Сближение и стыковка
20 июля 2016 года в 10:56 UTC командир 48 долговременной экспедиции МКС Джеффри Уильямс и бортинженер НАСА Кэтлин Рубинс произвели захват корабля Dragon роботизированной рукой «Канадарм2». Затем корабль Dragon был перемещён этой «рукой» к стыковочному модулю Гармония, через который и был окончательно пристыкован к МКС в 14:03 UTC.

## Полезная нагрузка
Dragon доставил на МКС 2257 кг полезного груза. В герметичном отсеке доставлено 1790 кг (с учётом упаковки), в том числе:
- Материалы для научных исследований — 930 кг
- Провизия и вещи для экипажа — 370 кг
- Оборудование и детали станции — 280 кг
- Оборудование для выхода в открытый космос — 127 кг
- Компьютеры и комплектующие — 1 кг
- Российский груз — 54 кг

В негерметичном контейнере доставлен стыковочный адаптер IDA-2 для пилотируемых космических кораблей Crew Dragon и CST-100 Starliner. Масса адаптера составляет 467 кг. 16 августа адаптер был извлечён из контейнера манипулятором «Канадарм2» и передан манипулятору «Декстр», который установит его на переходник PMA-2 (PMA-2 уже пристыкован к модулю Гармония). Во время ближайшего выхода астронавтов в открытый космос, запланированного на 18 августа, адаптер будет окончательно закреплён на PMA-2.
На станцию доставлены материалы для более чем 250 научных исследований, среди которых:
- Biomolecule Sequencer — впервые на орбиту доставлен аппарат для секвенирования ДНК, ранее образцы ДНК для исследования отправляли со станции на Землю;
- Mouse Epigenetics — исследование японского космического агентства JAXA, направленное на изучение изменений транскриптома РНК и гоноцитов у мышей после месяца, проведённого в космосе. Первый эксперимент, в котором мыши будут живыми возвращены на Землю. В рамках эксперимента на МКС доставлено 12 мышей и впервые на МКС мыши подвергались воздействию искусственной гравитации в 1g. Мыши были возвращены на Землю при возвращении этого корабля[12];
- Phase Change Heat Exchanger — аппарат для демонстрации новой технологии терморегуляции космического корабля;
- OsteoOmics — эксперимент, позволяющий определить, можно ли на Земле с помощью магнитной левитации имитировать состояние свободного падения, для изучения воздействия микрогравитации на костные клетки;
- Heart Cells — изучение воздействия микрогравитации на кардиомиоциты;
- Gumstix — исследование влияния радиации на электронику и компьютерную технику на околоземной орбите;
- NanoRacks Nano Tube Solar Cell — новый тип трёхмерных фотоэлементов повышенной эффективности на основе углеродных нанотрубок будет испытан при постоянном изменении угла падения солнечного света, температурного и радиационного влияния на околоземной орбите. Как и Gumstix, образцы будут размещены на внешней экспериментальной платформе японского модуля Кибо на период от полугода и более.

## Отстыковка и возвращение
В 21:00 UTC 25 августа Dragon был отстыкован от станции с помощью манипулятора «Канадарм2», и отпущен в 10:11 UTC 26 августа. Корабль вернул на землю 1547 кг груза, в том числе около 580 кг образцов и результатов научных экспериментов. Среди прочего со станции возвращён для обследования один из скафандров, использовавшийся для выхода астронавтов в открытый космос.
Корабль приводнился в Тихом океане в 525 км от побережья Калифорнии в 15:47 UTC 26 августа 2016 года.

## Фотогалерея

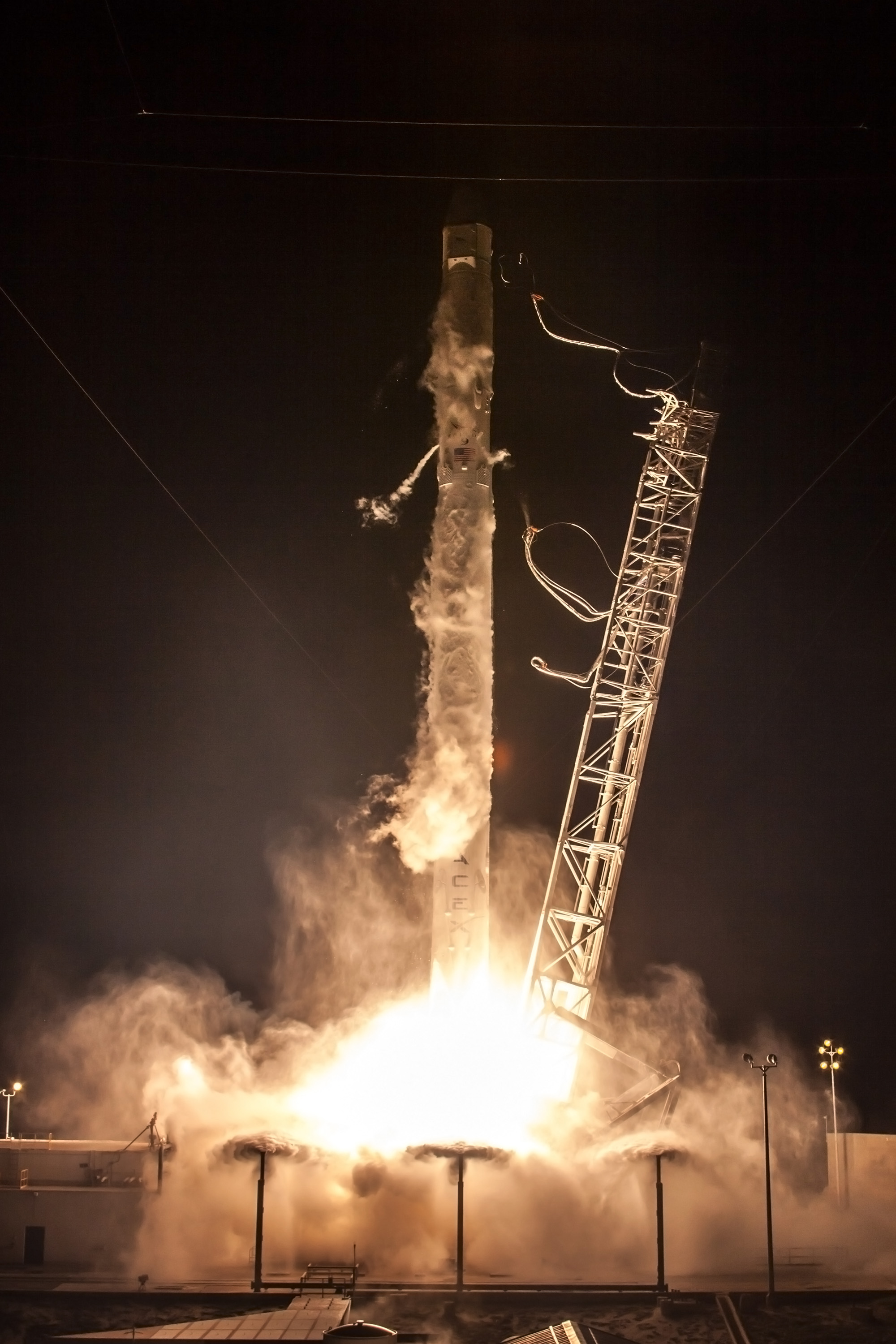
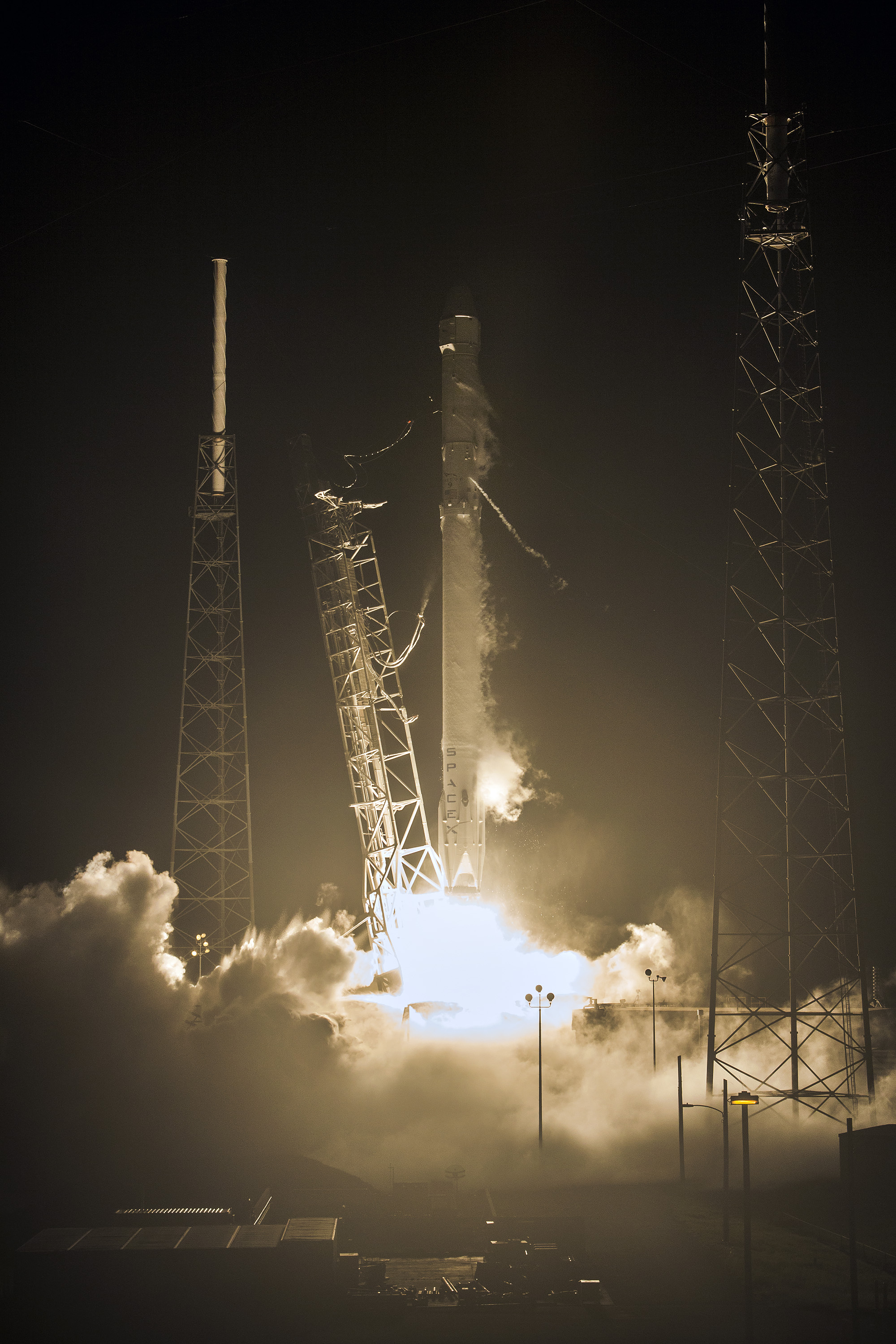
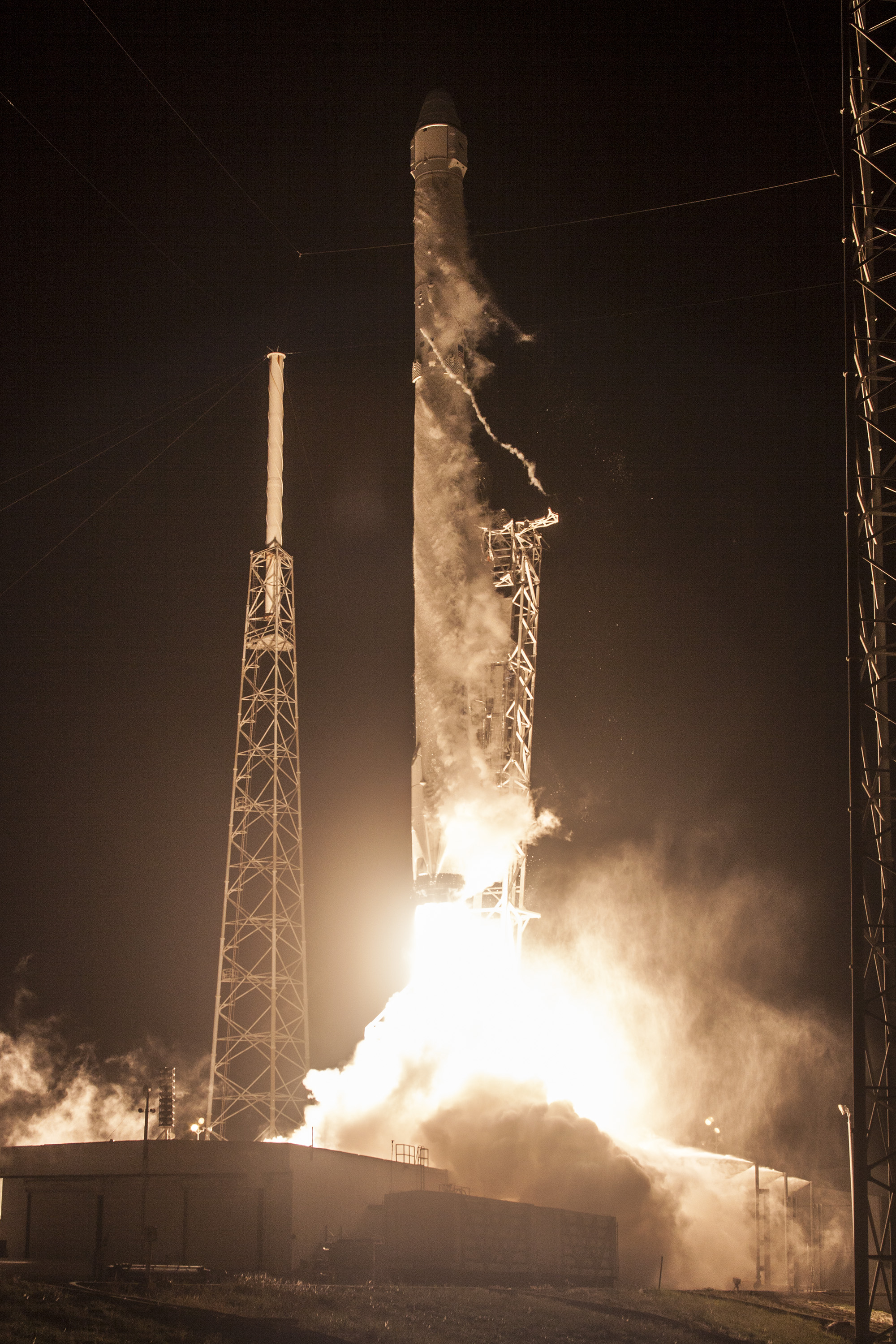
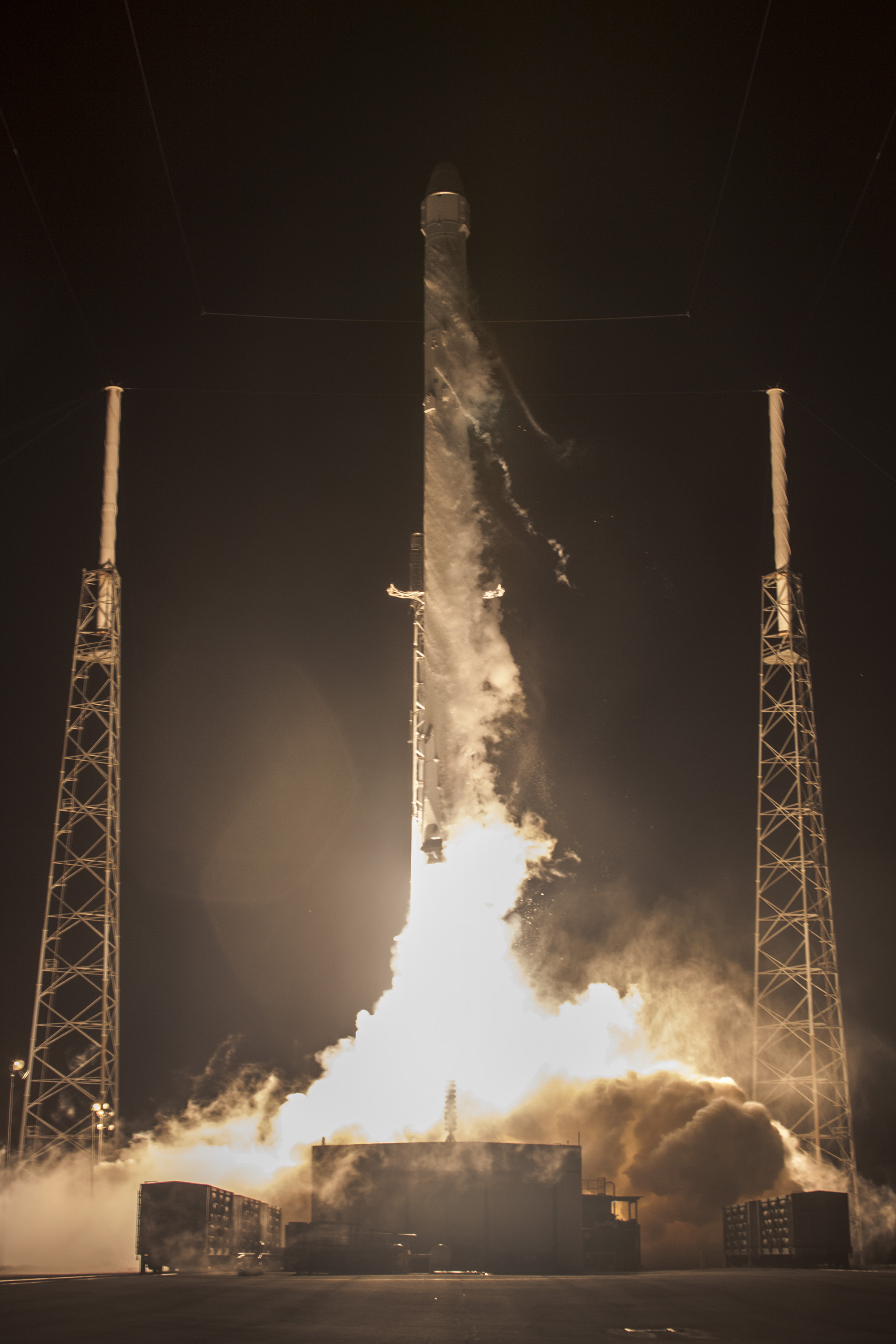
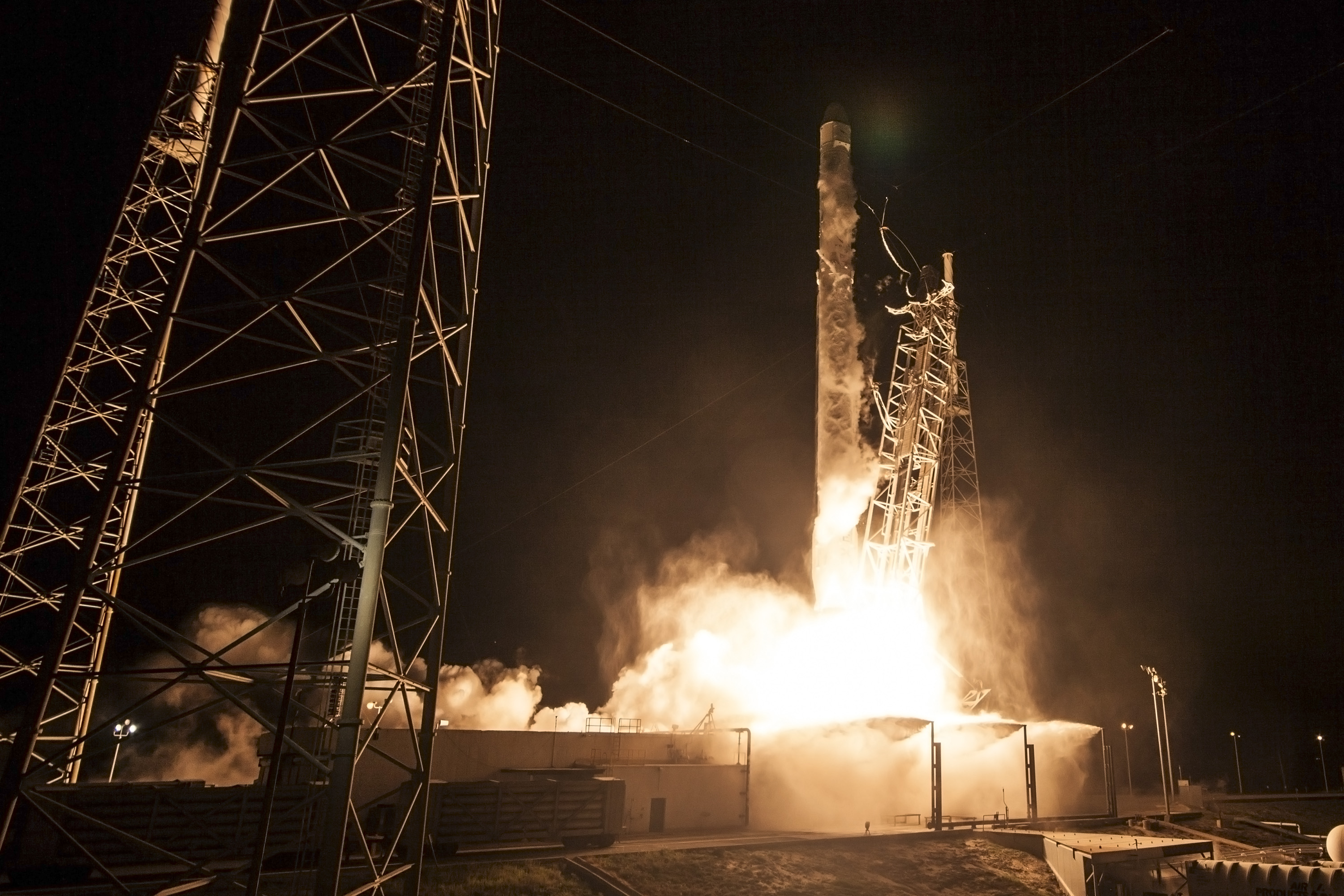
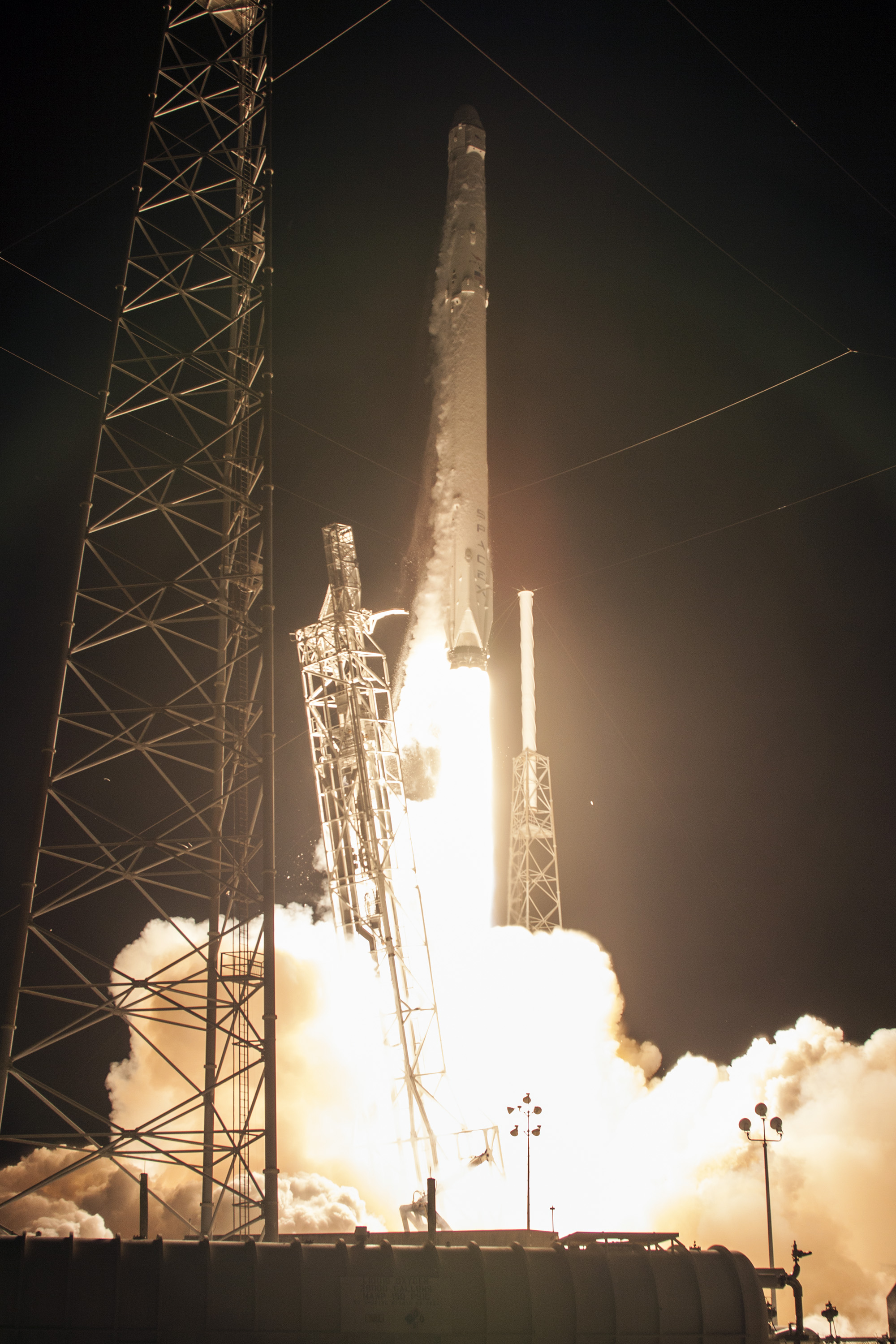
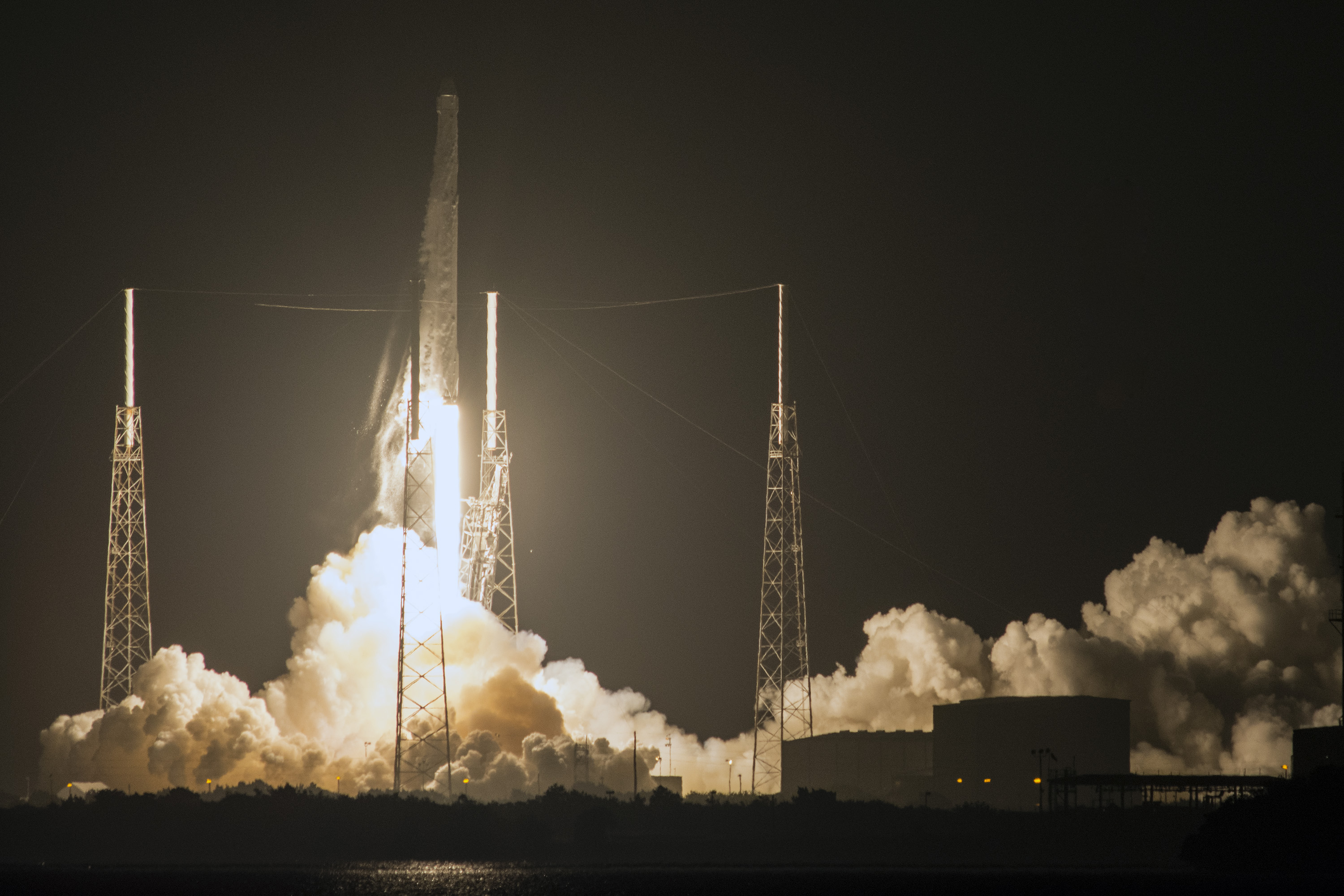
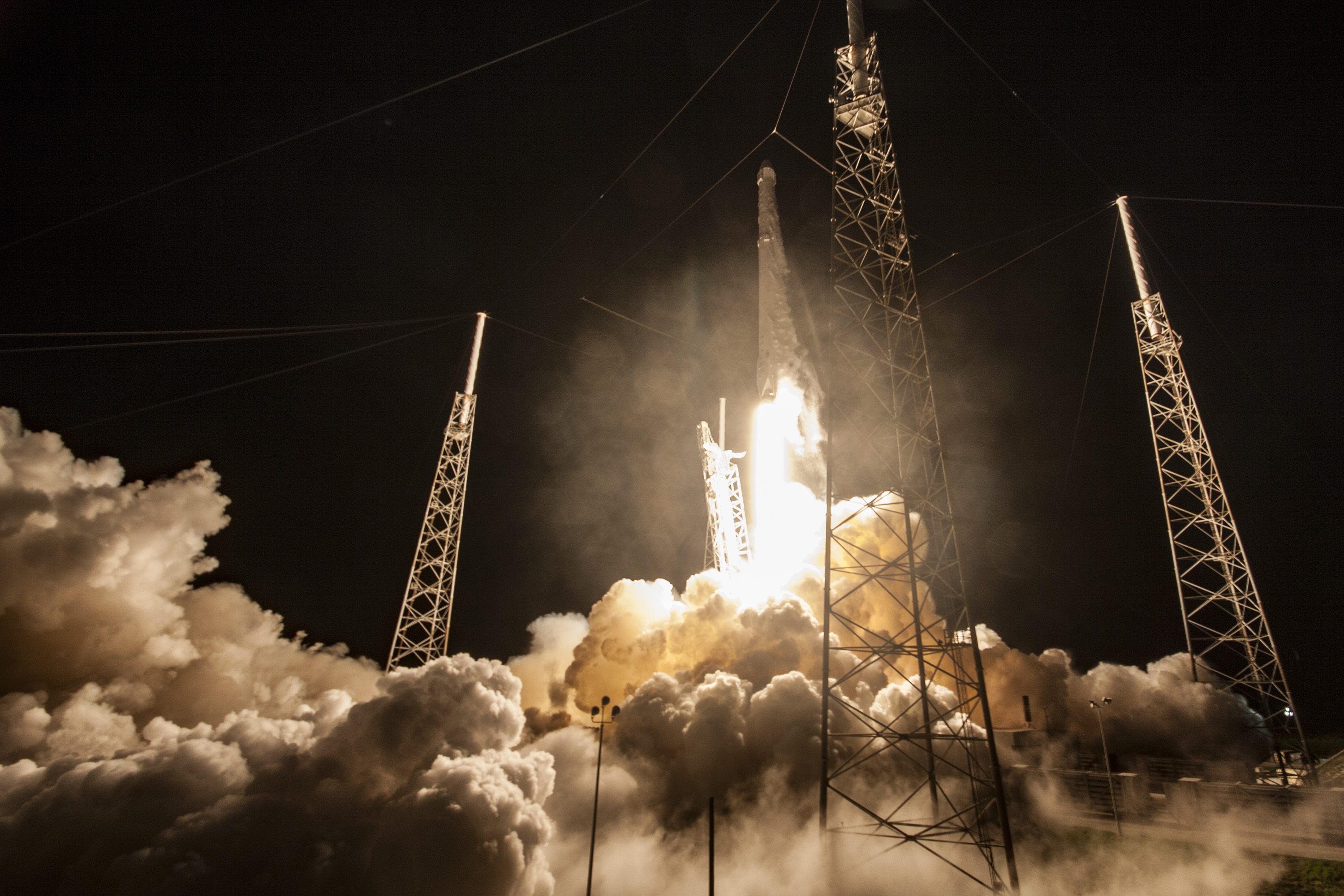
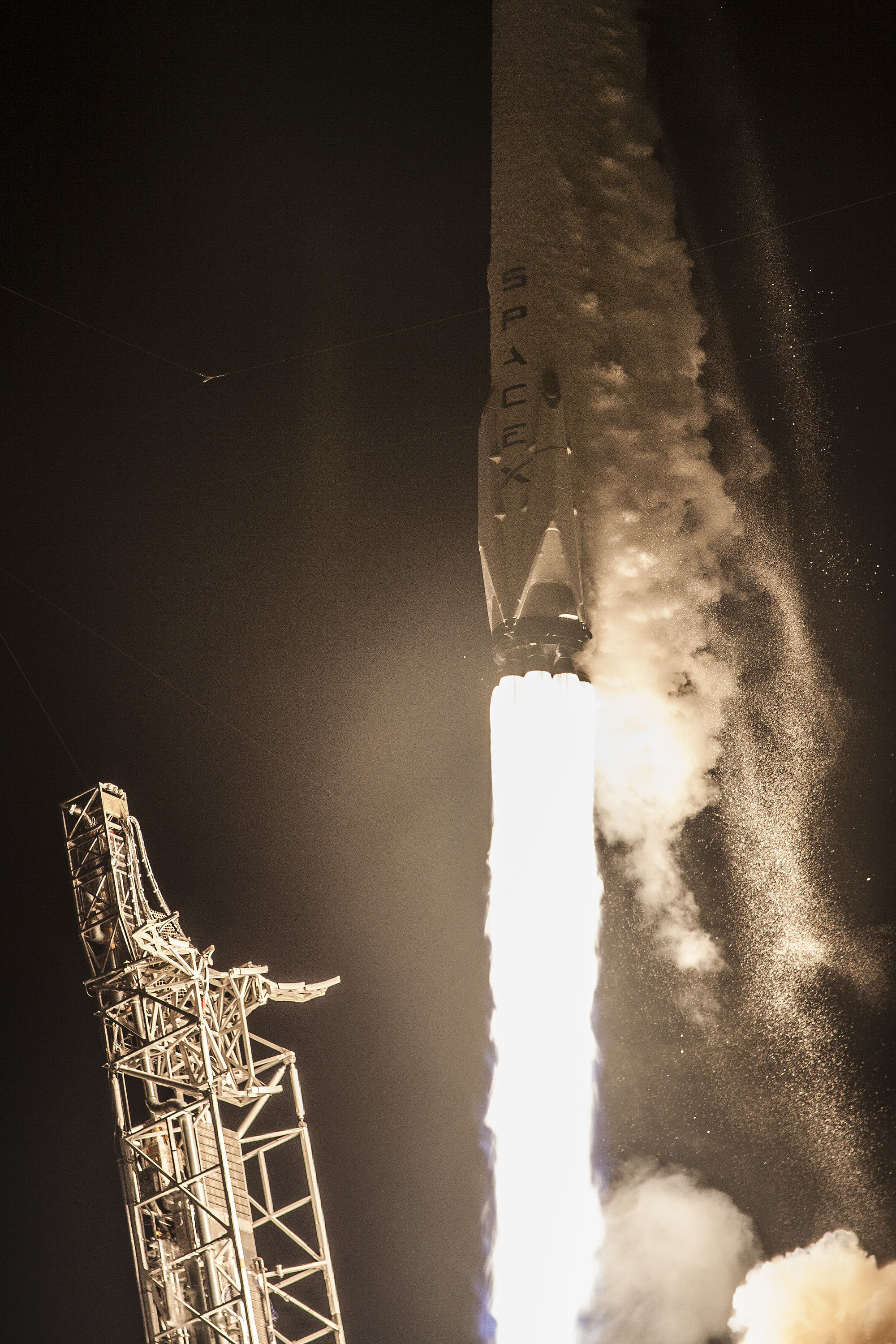
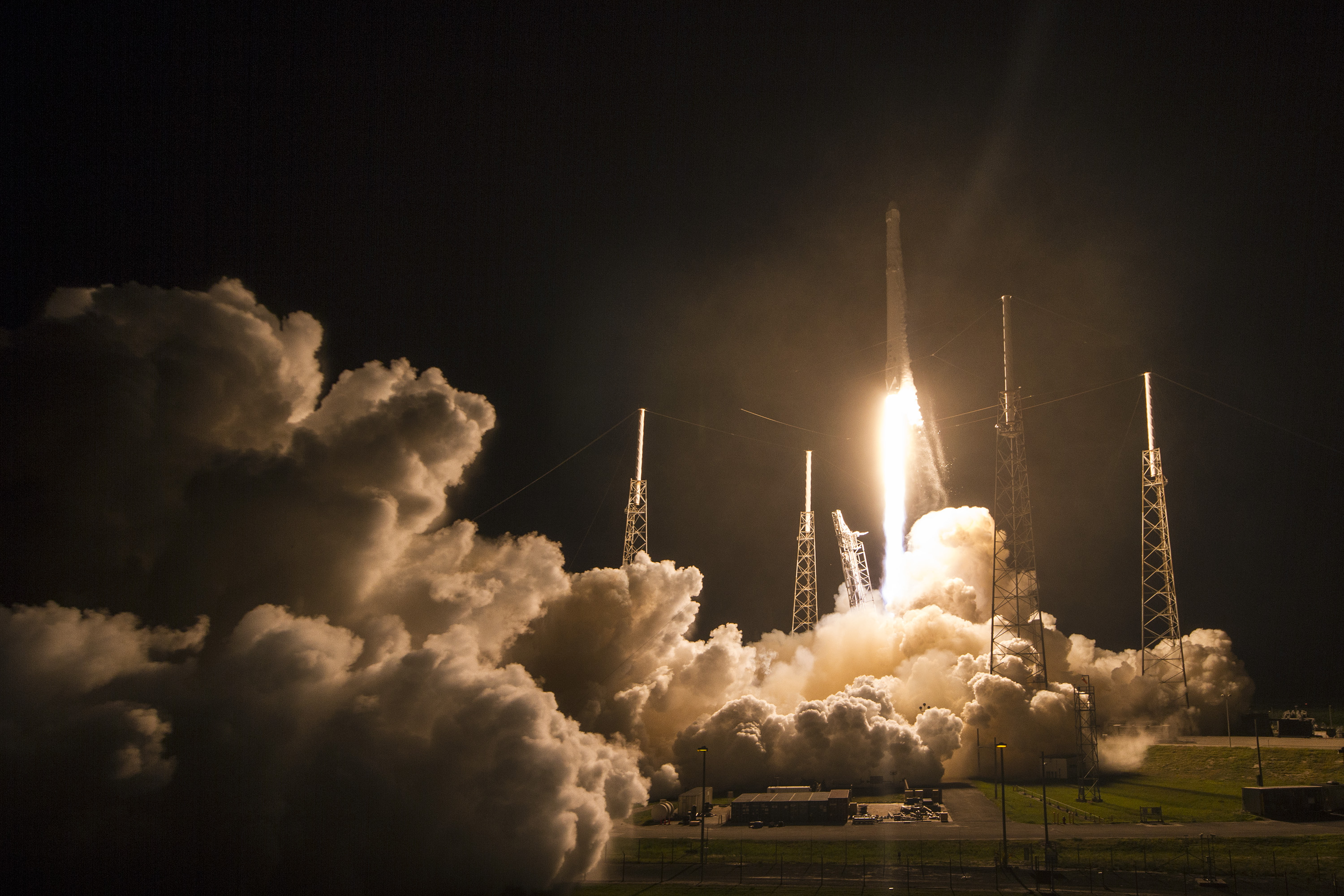
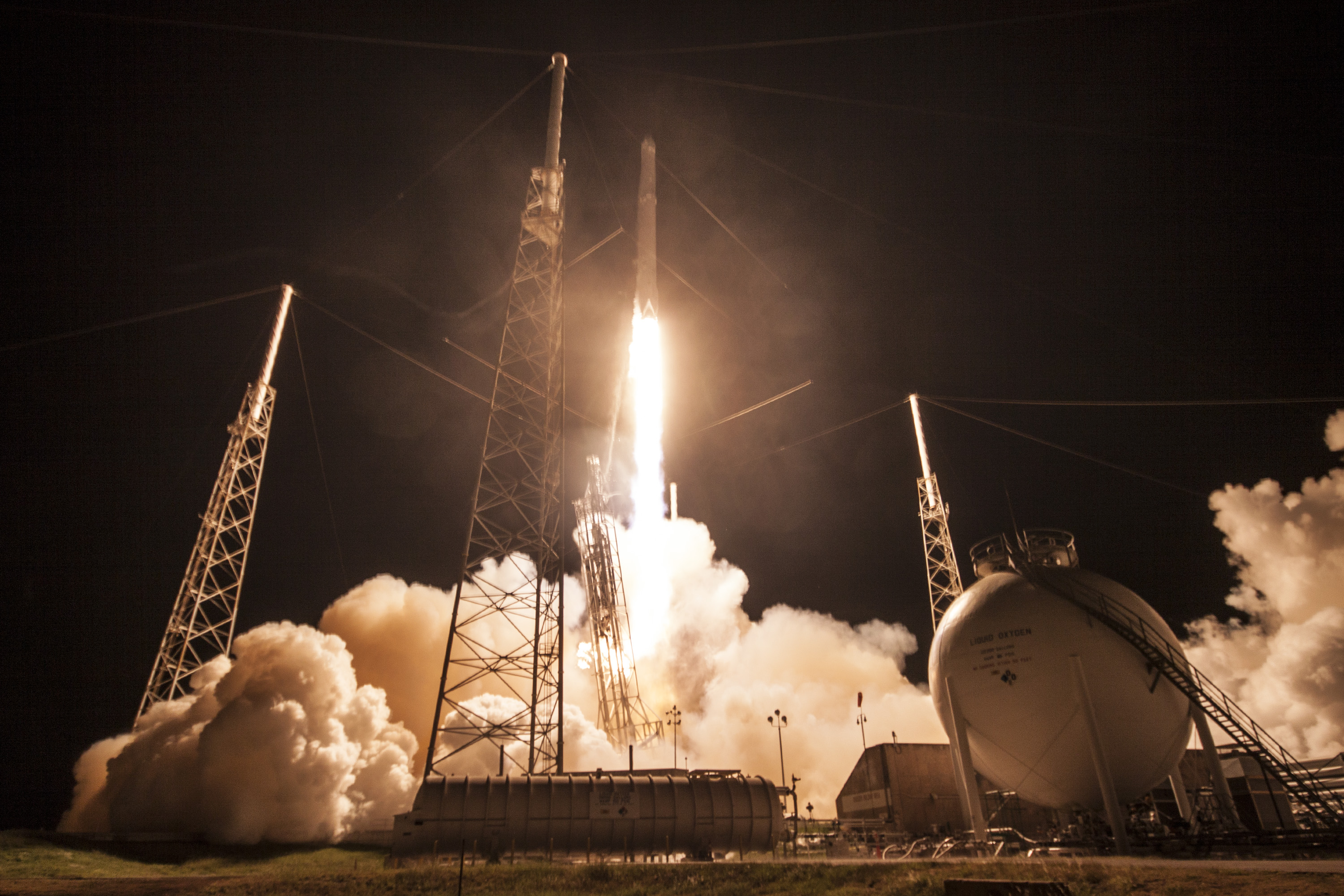
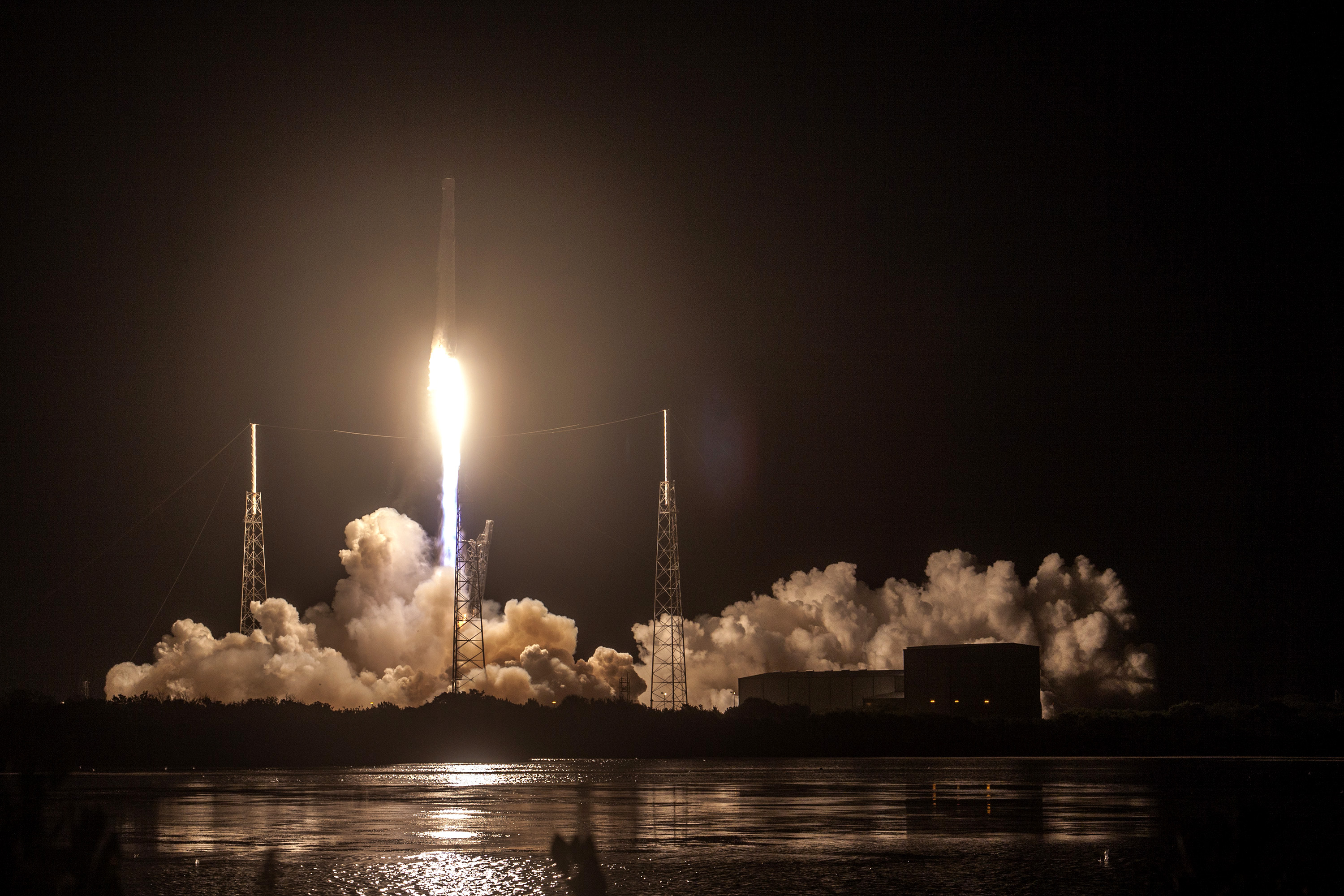
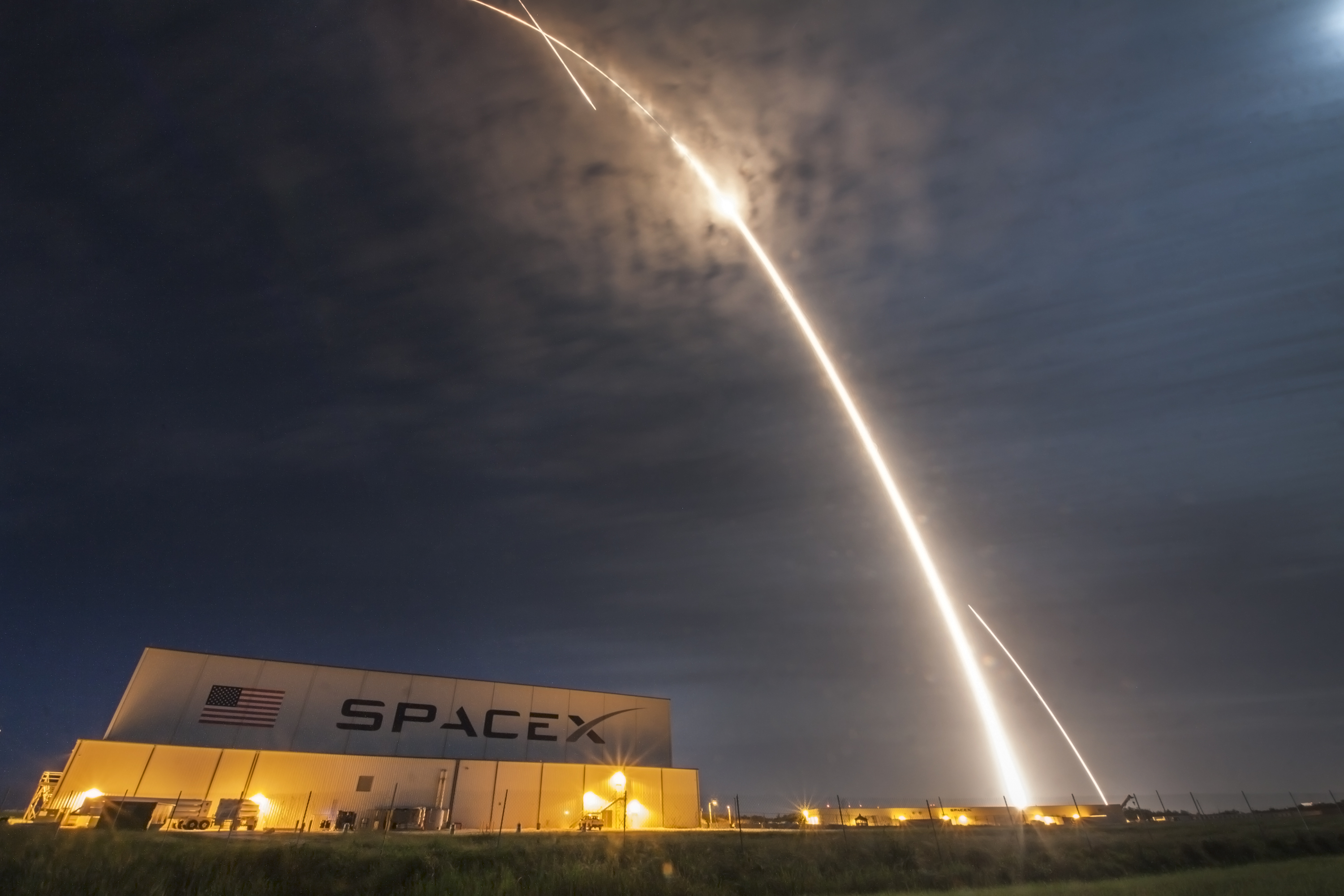
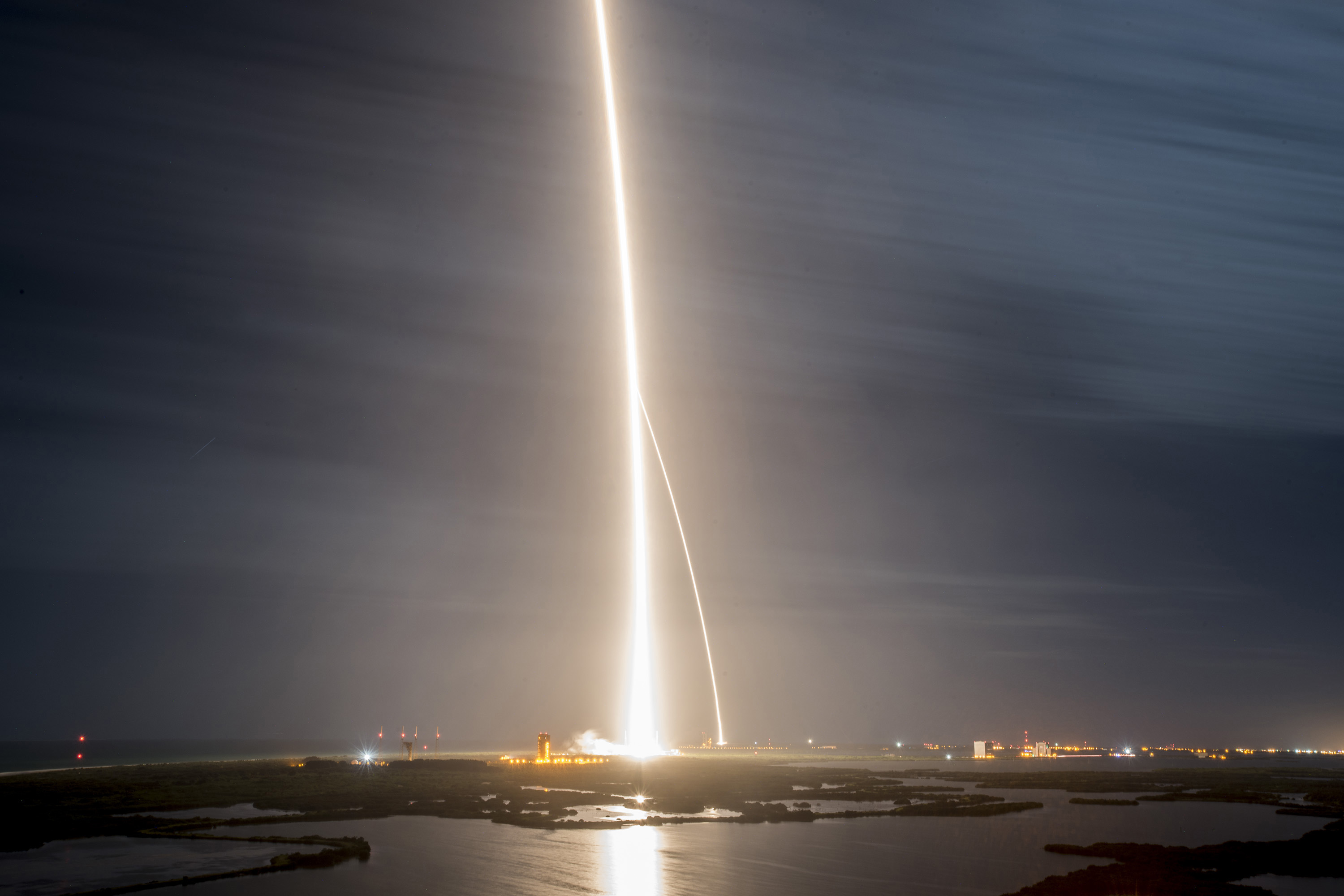
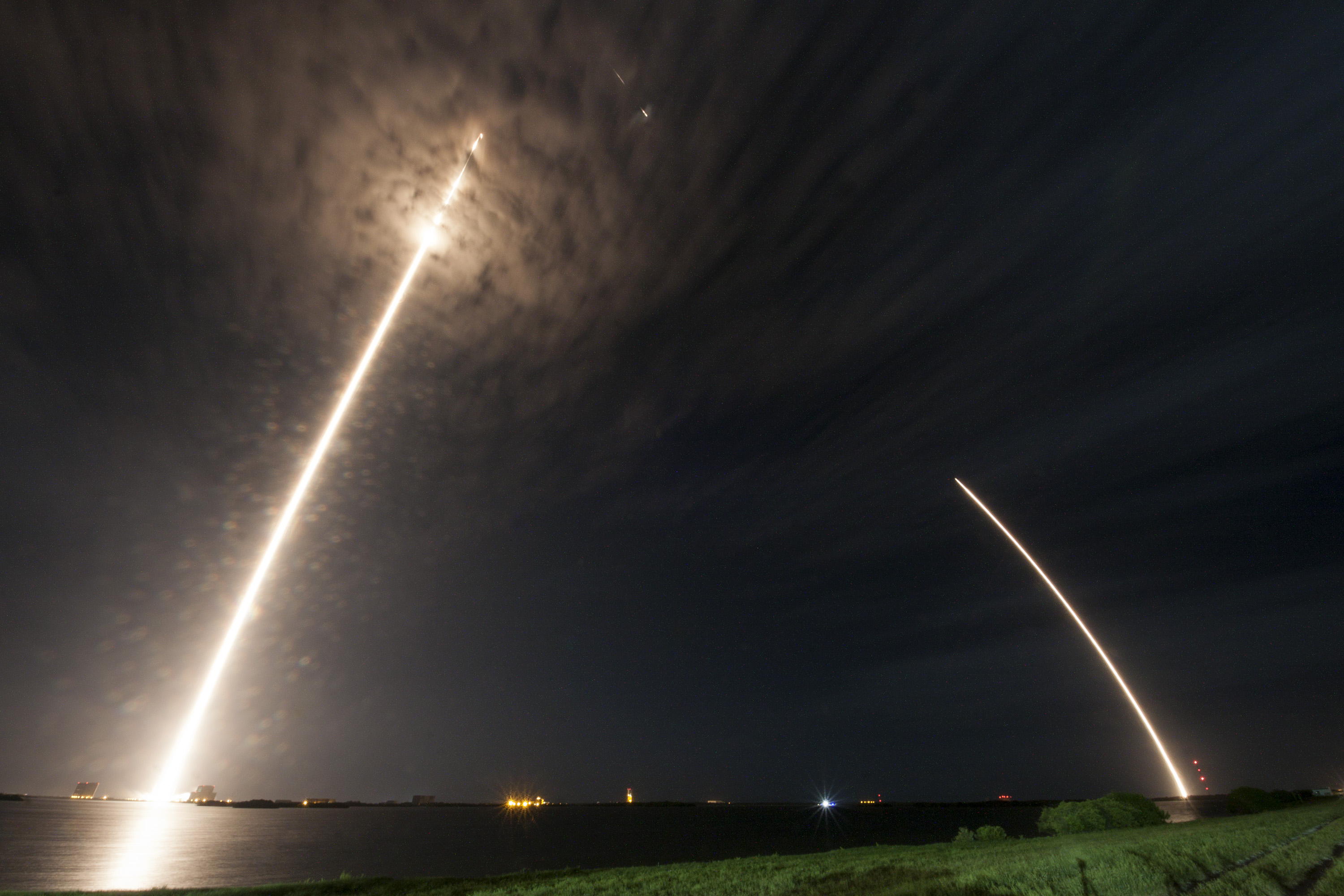
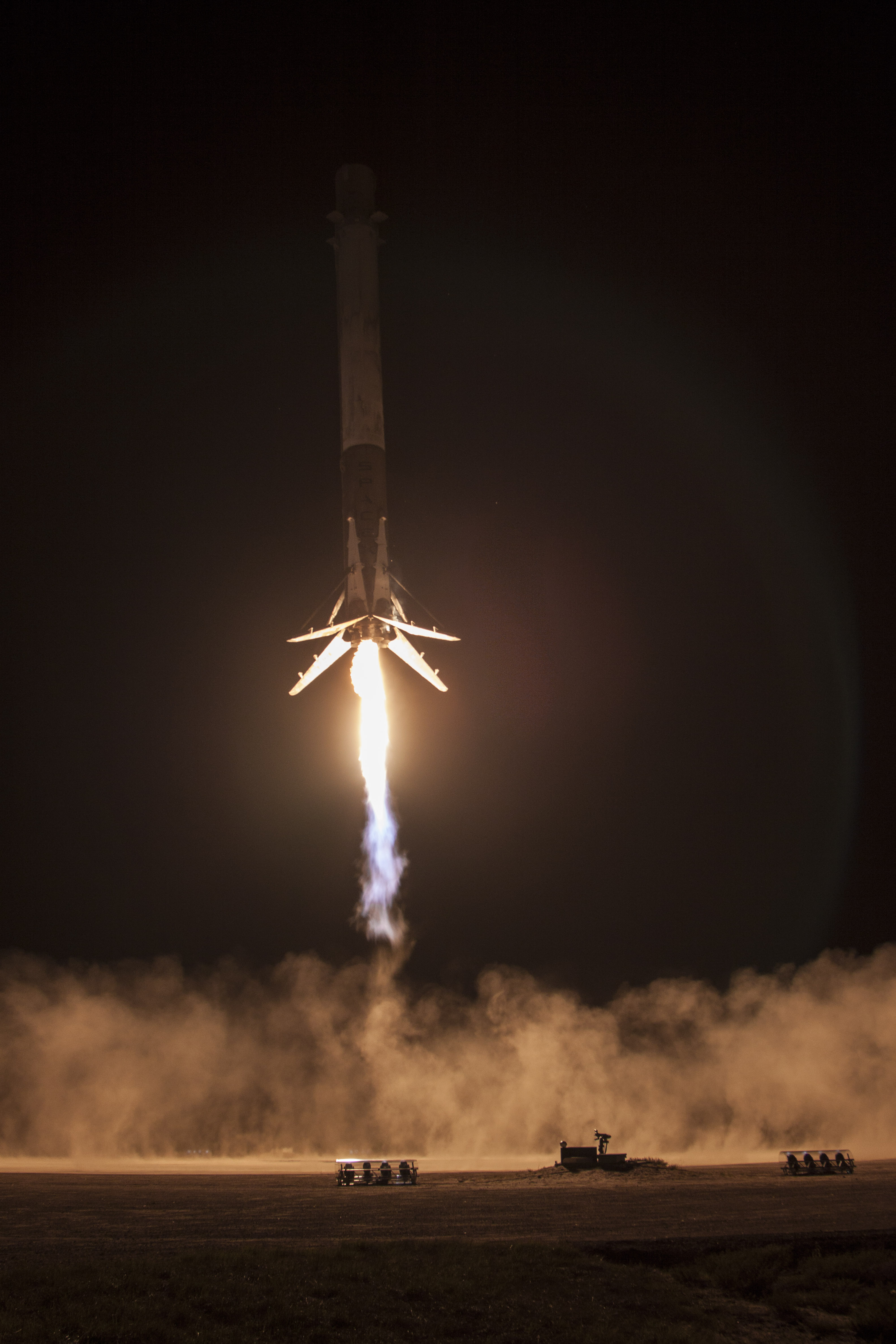
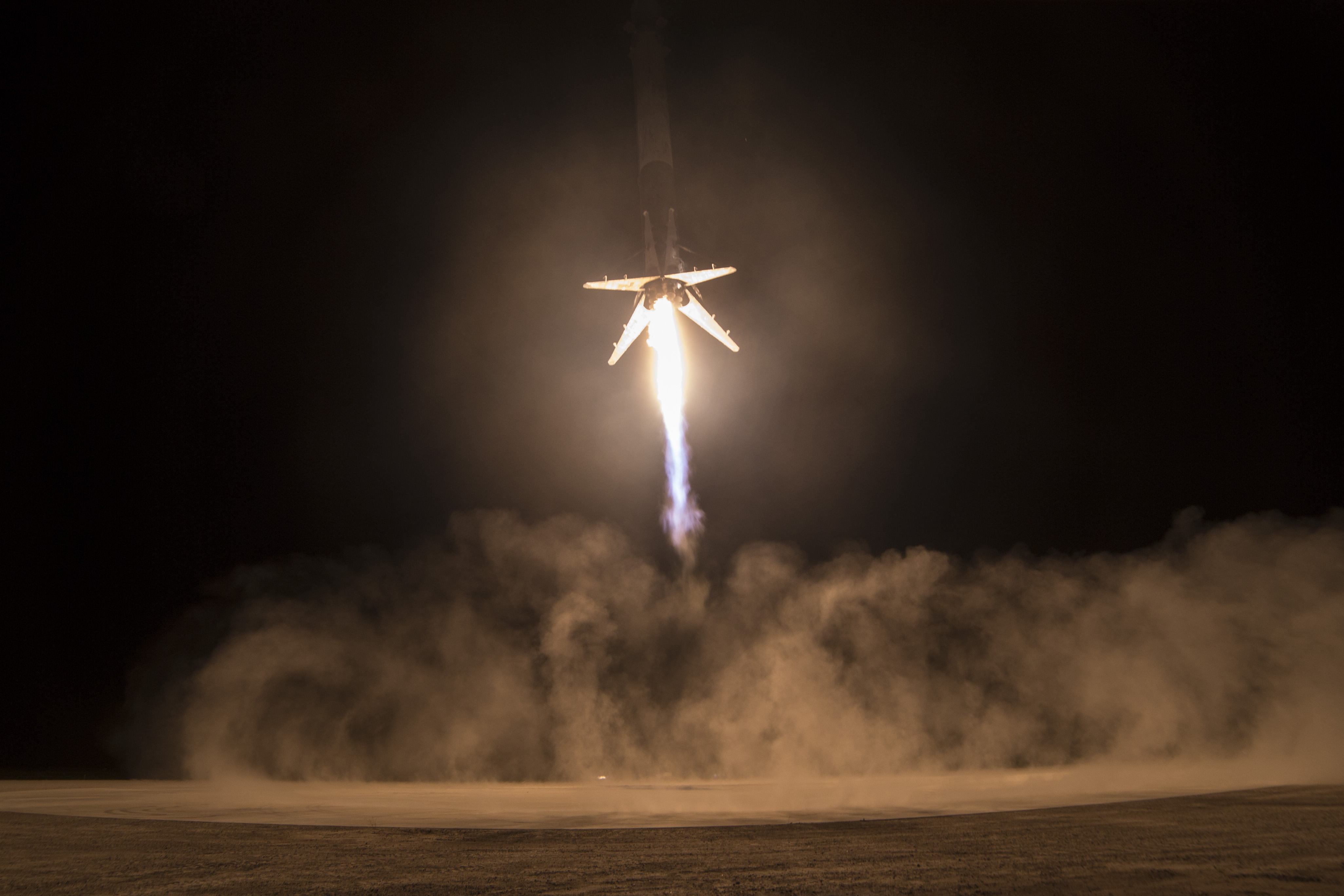
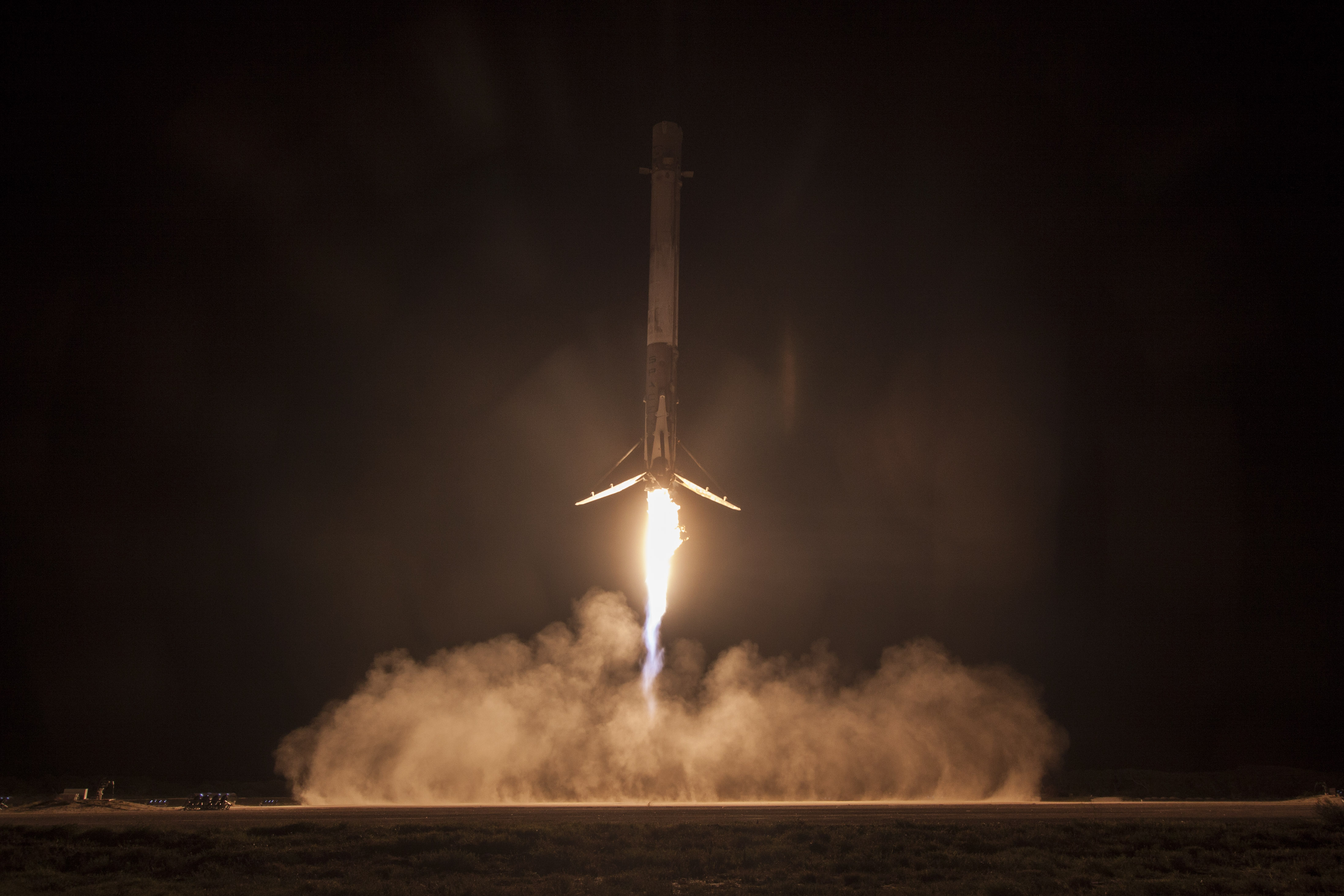
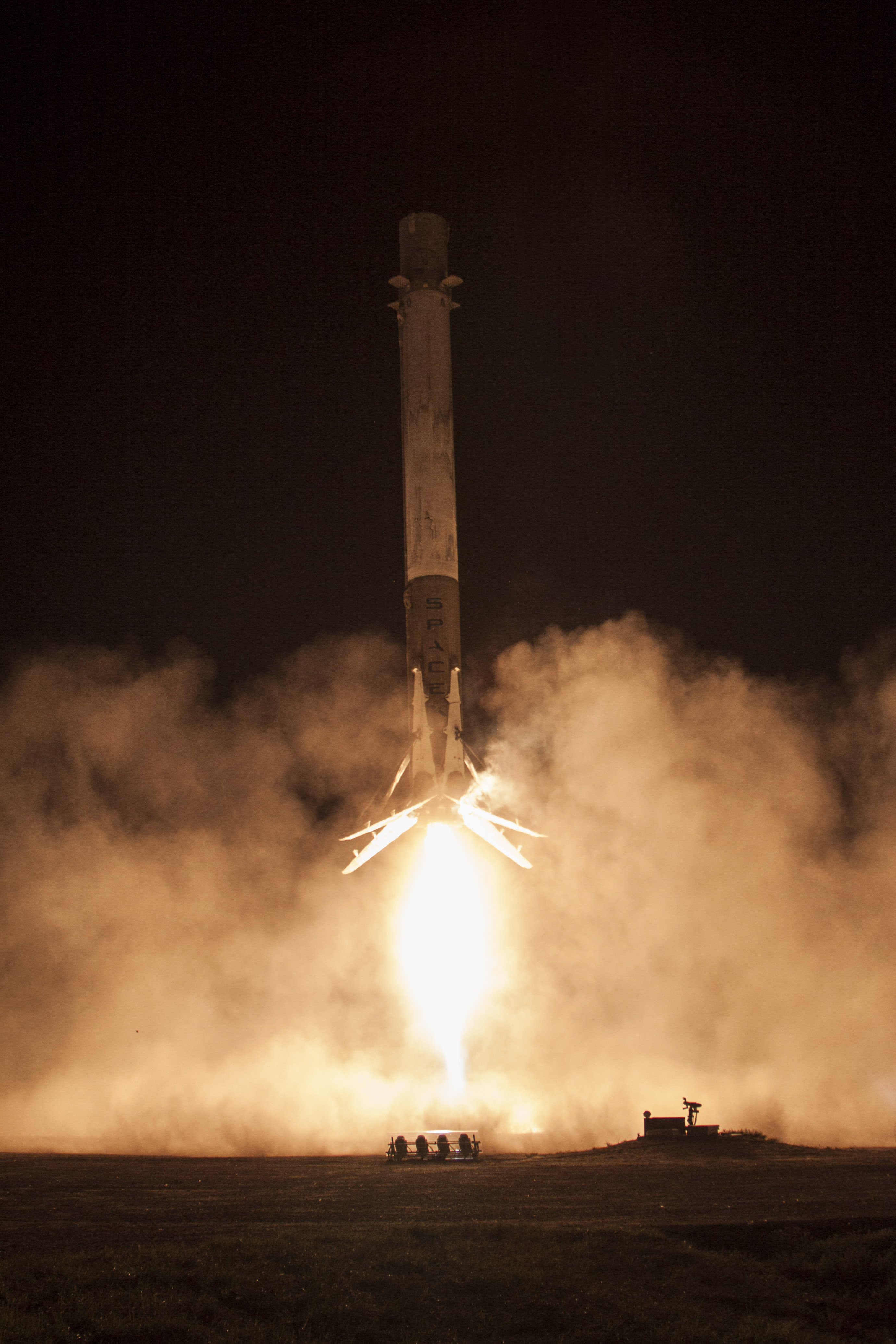
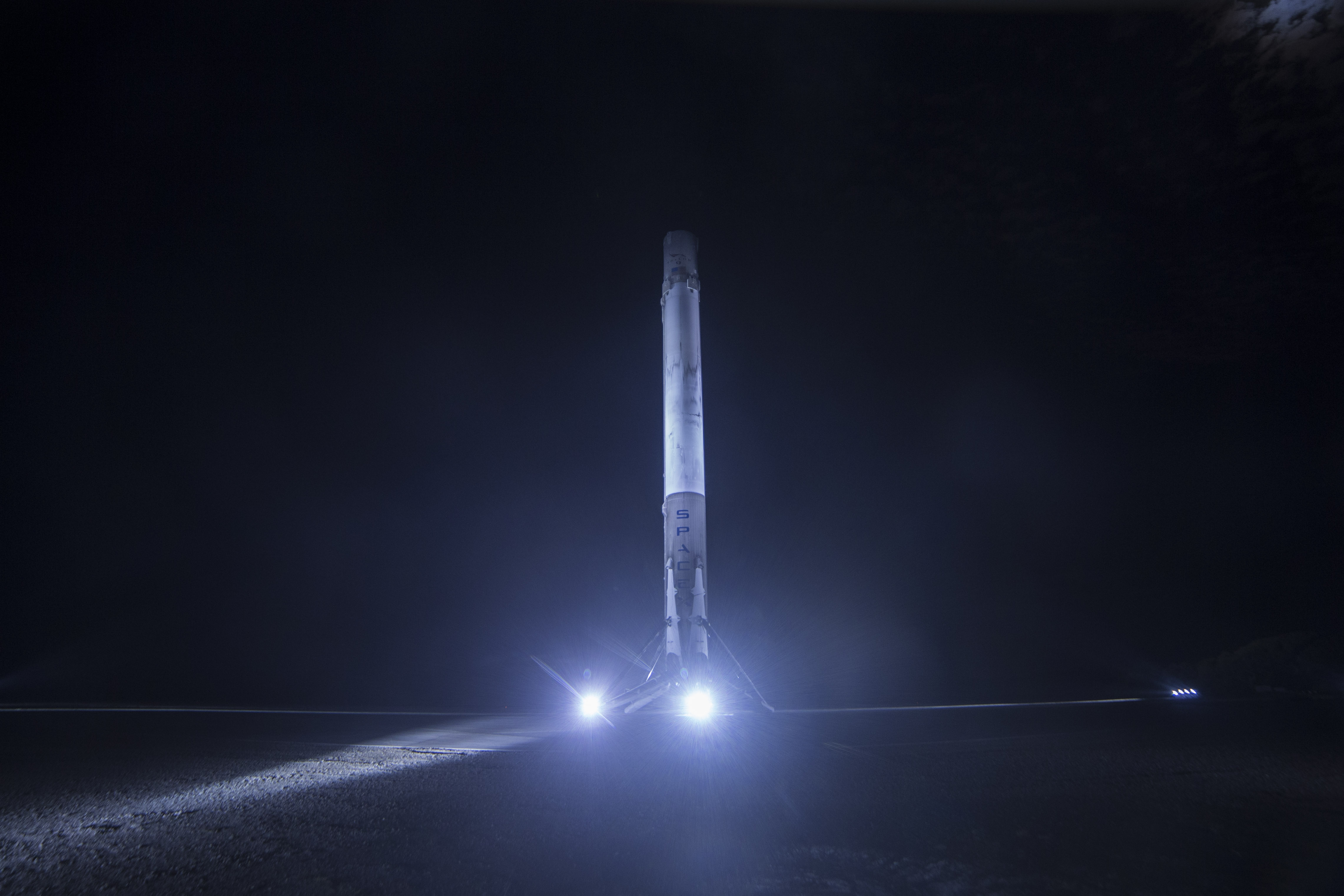
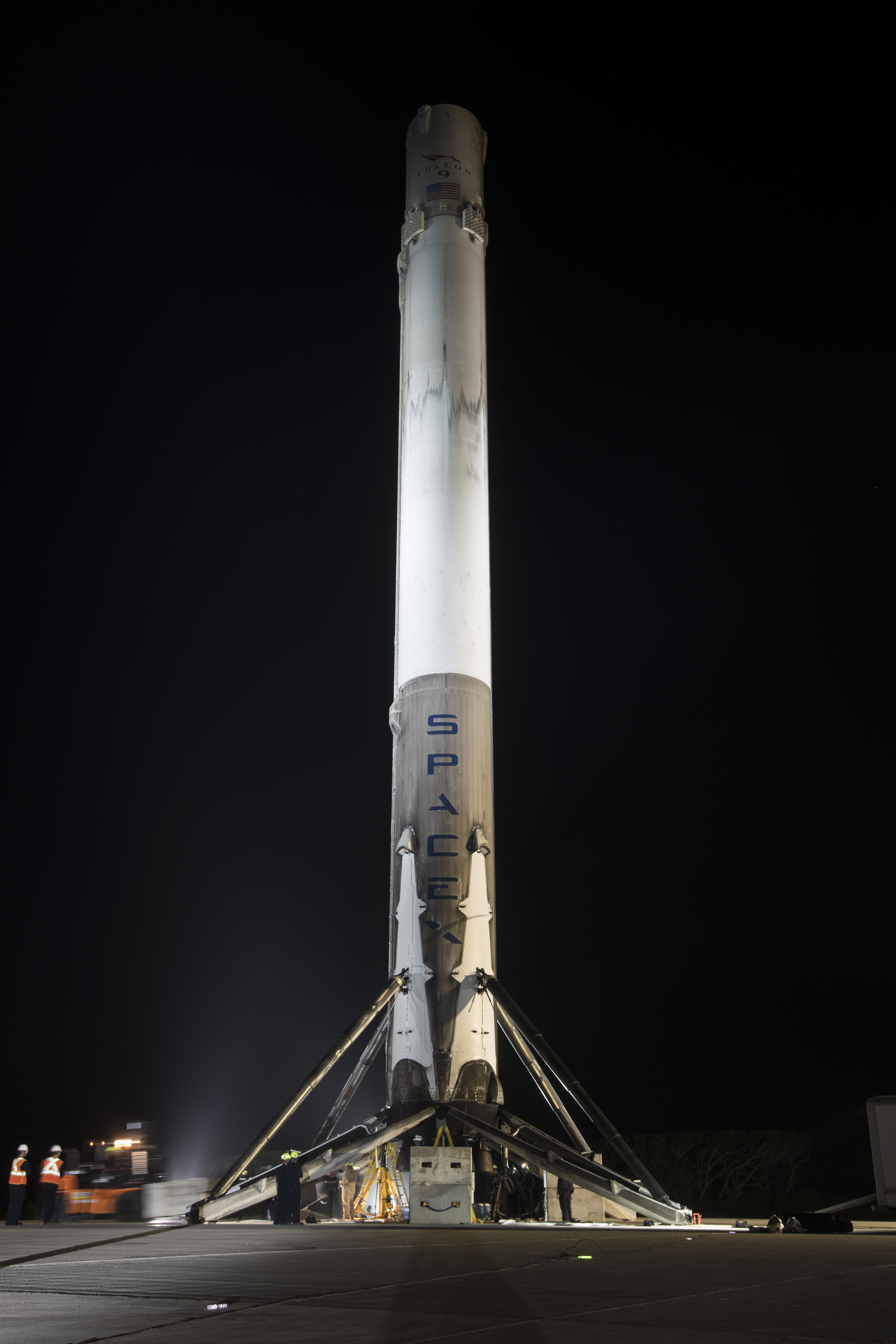
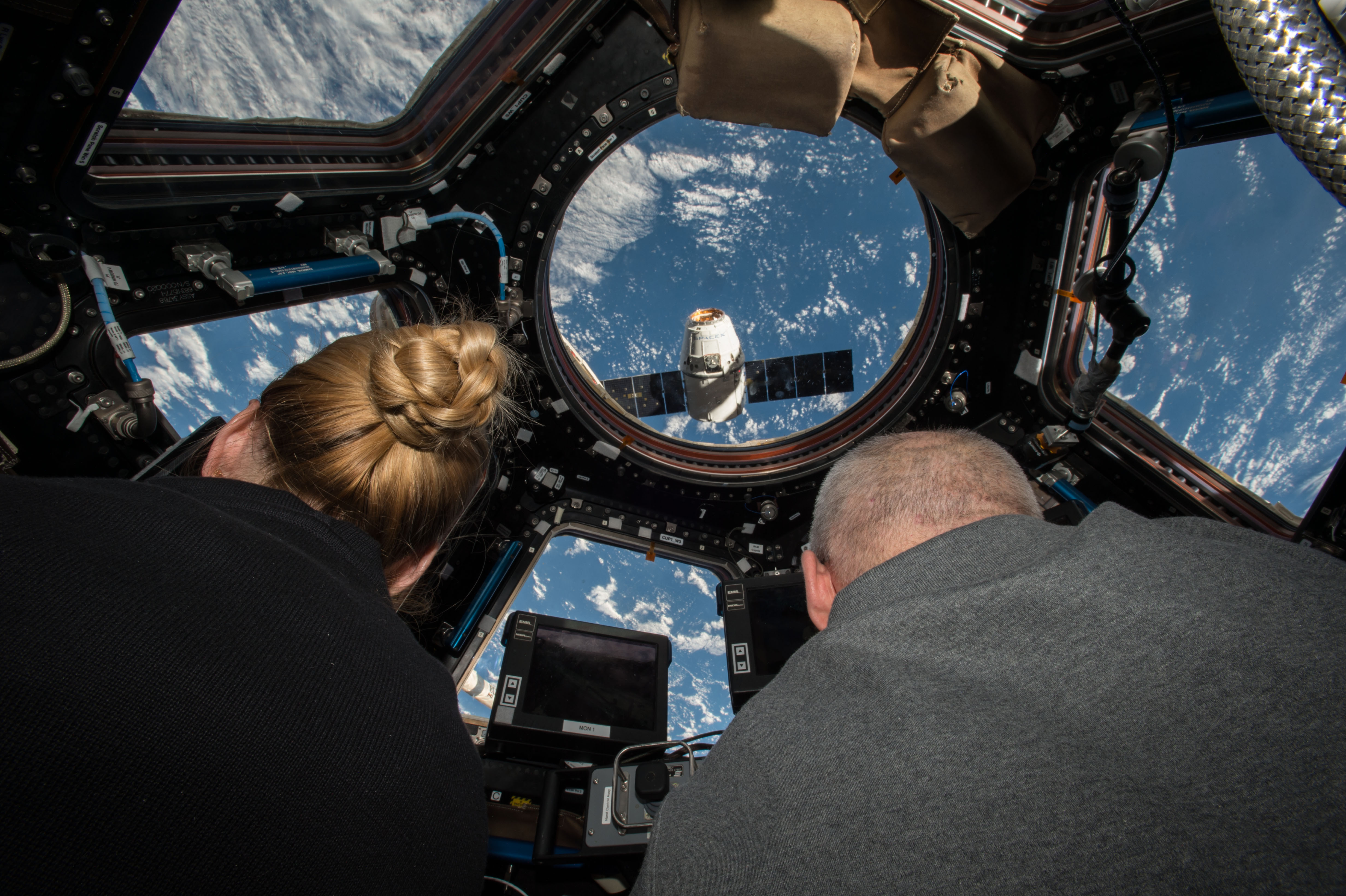
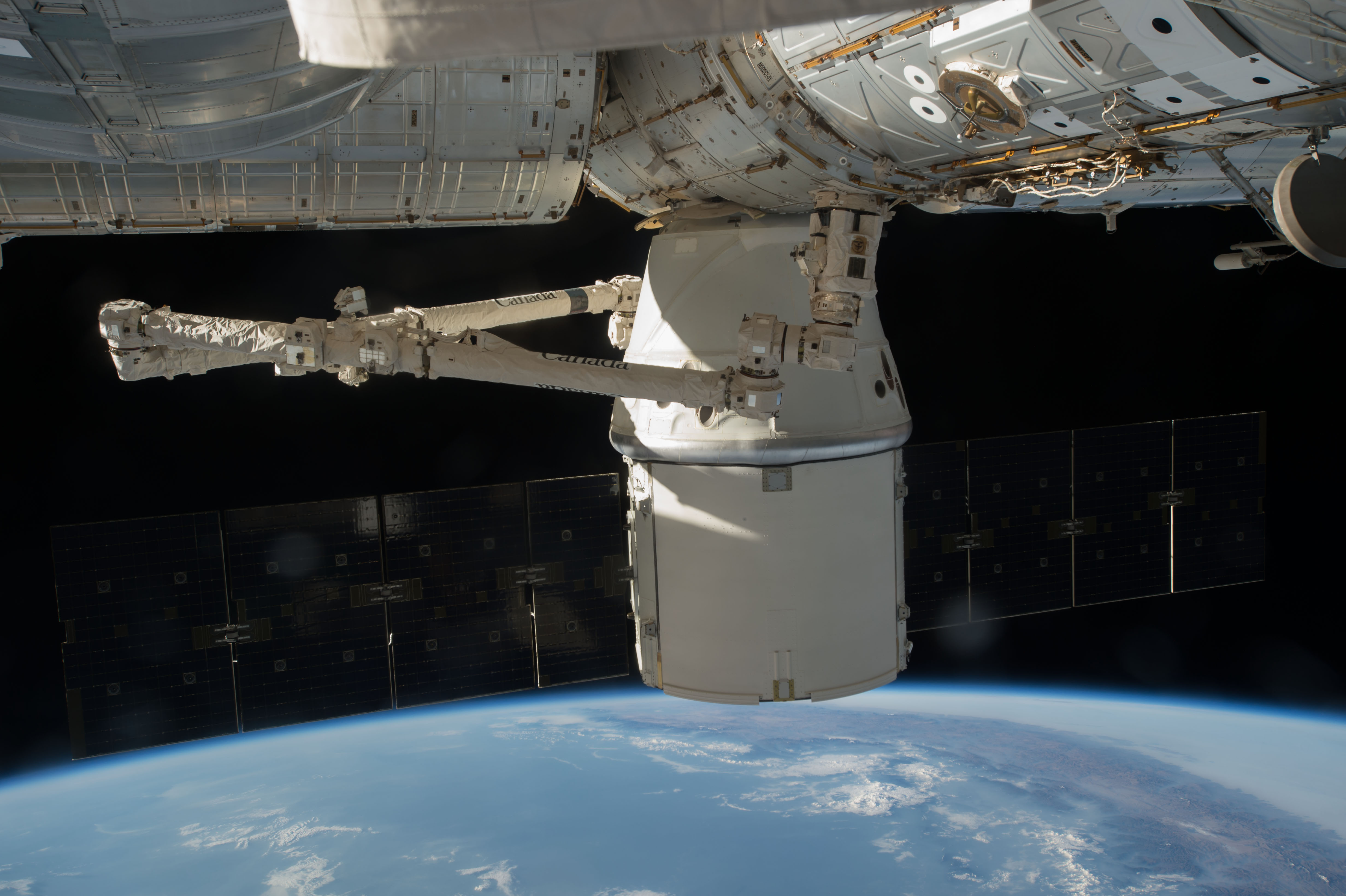
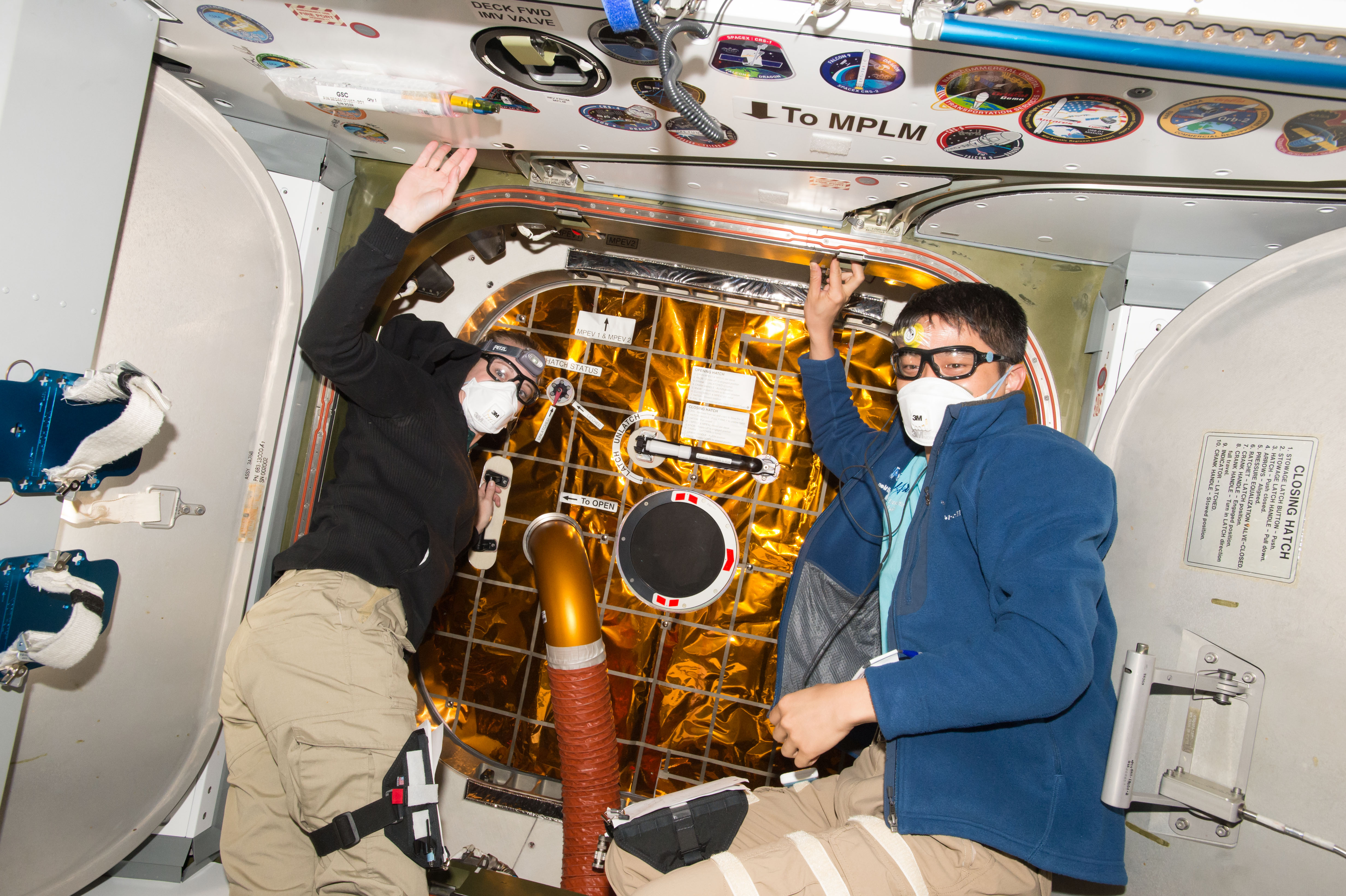